# Расмикеево (Майский сельсовет)
Расмике́ево (баш. Рәсмәкәй) — деревня в Иглинском районе Республики Башкортостан Российской Федерации. Входит в состав Майского сельсовета.

## География

### Географическое положение
Находится на левом берегу реки Сим, в месте впадения реки Иргазы.
Расстояние до:
- районного центра (Иглино): 63 км,
- центра сельсовета (Майский): 6 км,
- ближайшей ж/д станции (Улу-Теляк): 12 км.

## Население
| 2002 | 2009 | 2010 |
| ---- | ---- | ---- |
| 114  | ↗124 | ↘118 |